# Adipate de diamidon acétylé
L'adipate de diamidon acétylé ou E1422 est un additif alimentaire de type agent de texture et plus précisément un épaississant. C'est un additif faisant partie de la famille des amidons modifiés.
Son utilisation est autorisée dans l'Union européenne (mais exclue des filières d'alimentation biologique).

## Amidons modifiés
Dans les listes d'ingrédients, l'appellation « amidon modifié » est souvent employée sans précision pour désigner cet additif. 
Les amidons modifiés désignent en réalité une vingtaine de composés différents (numéros E1400 à E1452) principalement obtenus après transformation chimique (ou plus rarement après transformation physique ou enzymatique) de l'amidon naturel. De plus, seuls douze d'entre eux sont autorisés en Union européenne,.

## Synthèse
L'adipate de diamidon acétylé (E1422) est produit par action de l'acide adipique anhydre sur l'amidon acétylé (E1420) lui-même obtenu par action de l'anhydride acétique sur l'amidon naturel.
La réaction d'acétylation (constituant la première étape de synthèse) a pour but d'améliorer la relation à l'eau de l'amidon et donc la stabilité de la texture des produits dans lesquels il est incorporé. 
La réaction de réticulation par l'acide adipique (constituant la deuxième étape de synthèse) vise, quant à elle, à limiter et contrôler la capacité de gonflement du grain d'amidon et, par ce biais, améliorer sa résistance aux contraintes (pression, température, pH, etc.) des procédés de production alimentaire.

## Utilisation

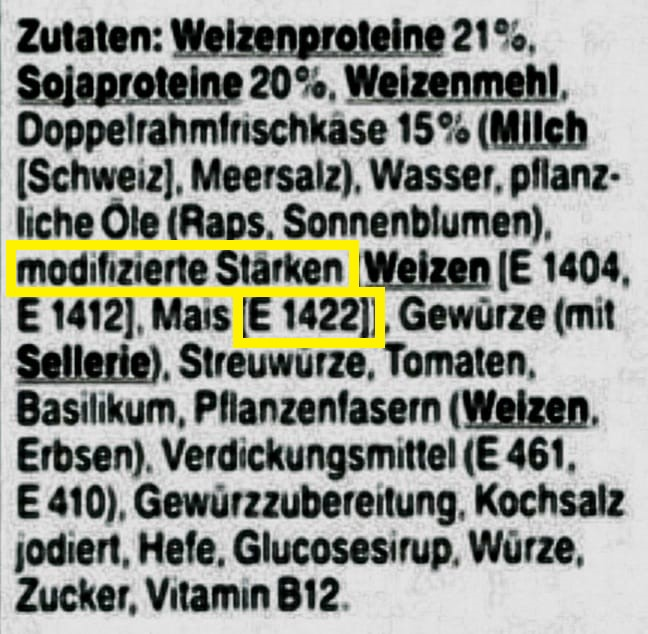
Liste d'ingrédients d'un fromage à la crème (appelé Frischkäse et commercialisé en Allemagne, en Autriche ainsi qu'en Suisse) indiquant la présence de trois amidons modifiés (modifizierte Stärken, en allemand) référencés E1404, E1412 (à base d'amidon de blé) et E1422 (à base d'amidon de maïs).

Il est utilisé pour son effet sur la texture des aliments dans le but d'améliorer la sensation en bouche notamment pour les desserts, gelées, confiseries, amuse-gueules, vinaigrettes, yaourts, fromages blancs et aliments pour bébés. Il s'agit d'un des amidons modifiés les plus utilisés en Europe.
La dose habituellement utilisée dans l'industrie agroalimentaire varie de 0,5 % à 3,5 %, plus rarement jusque 5 %. Cette dernière valeur constitue la limite autorisée (en Union européenne) concernant les préparations à base de céréales et les aliments pour bébés.

## Spécification
- Indice d’acétyle : 2,5 % maximum[5].
- Acétate de vinyle : 0,1 ppm maximum[5].

## Impact sur la santé
Aucun effet secondaire connu à ce jour.